# EUROAVIA
EUROAVIA (укр. ЄВРОАВІЯ, скорочено — ЄА, Європейська асоціація студентів аерокосмічної галузі) — це студентська громадська організація, яка діє у Європі в аерокосмічній, космічній, інженерній та у пов'язаних з ними галузях науки.

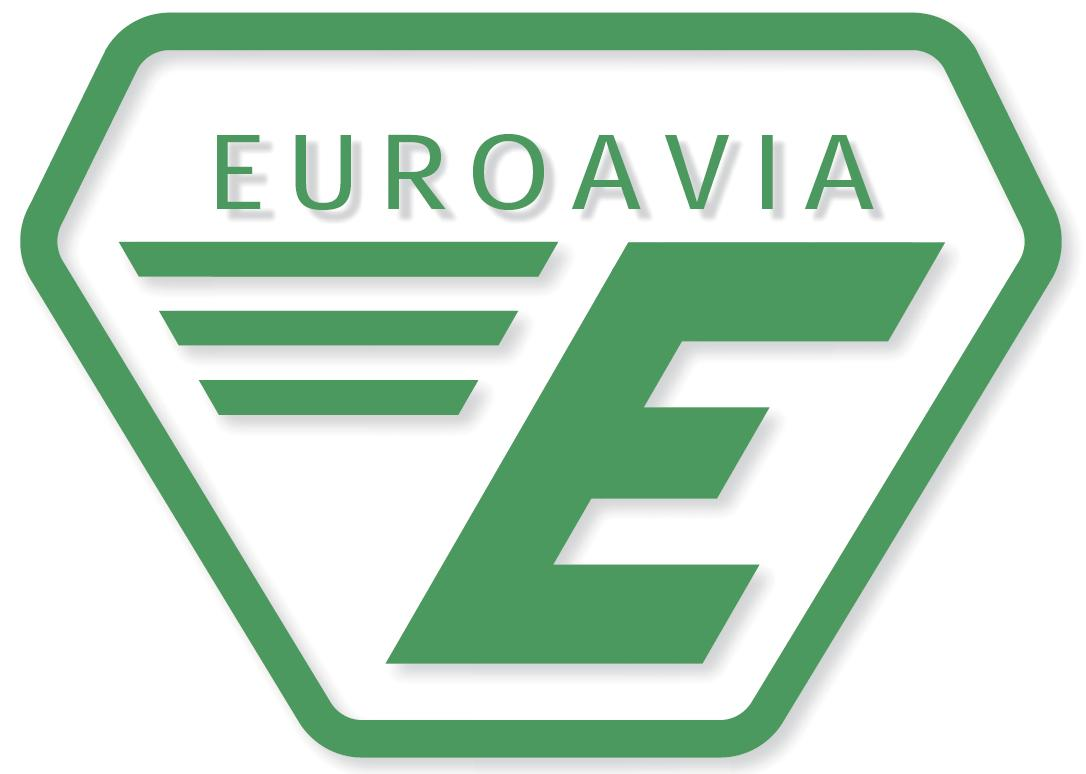
Логотип EUROAVIA

## Загальна інформація
ЄА була заснована в 1959 році; зараз керується голландським законодавством.

На даний момент асоціація складається із близько 36 (це число постійно змінюється в міру того, як створюються нові, або виходять зі складу старі Місцеві групи) Місцевих груп (англ. Local Boards — LB) (представлених або Філіалами (англ. Affiliated Societies — AS), або Виконавчими групами (англ. Working Groups — WG), які утворюються в університетах, що знаходяться у 16 європейських країнах та, загалом, нараховує близько 1600 членів.

До цілей ЄА входять налагодження та зміцнення зав'язків між студентами та аерокосмічною промисловістю, а також стимулювання взаємообміну досвідом між різними культурами, представниками яких є її члени. Крім того, асоціація прагне, аби потенціал аерокосмічних студентів був загальновідомим, і для цього вона представляє їх на міжнародному рівні.

Члени асоціації постійно організовують міжнародні зустрічі, семінари (англ. workshops) і симпозіуми (англ. symposia). Також вони регулярно зустрічаються на двох загальних засіданнях і на щорічному семінарі. Втім, найбільш визнаною подією цієї асоціації є «Проектна майстерня» (англ. Design Workshops — DW).

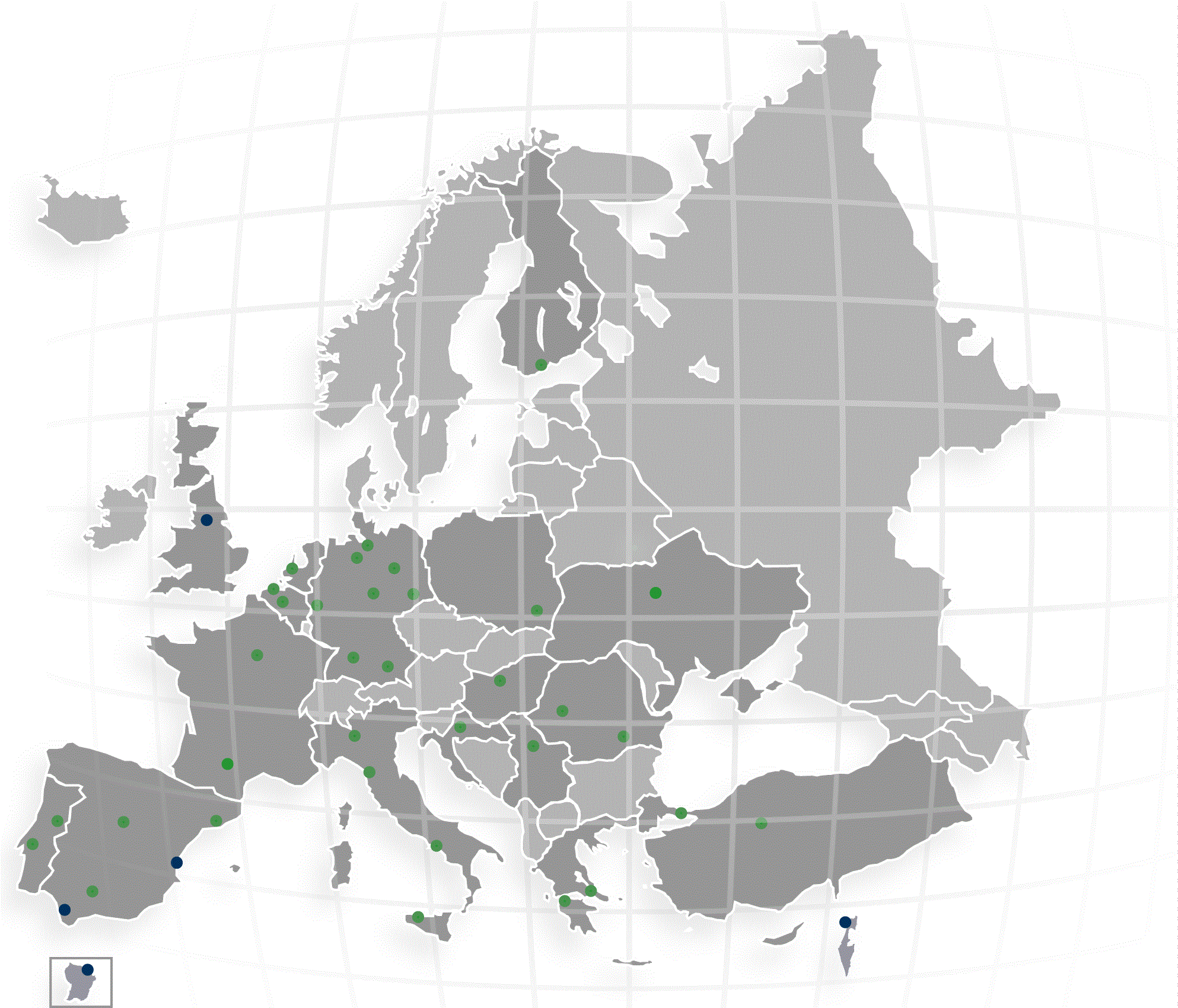
Карта впливу EUROAVIA

| Назва організації: EUROAVIA                                                 |
| Дата заснування: 1959                                                       |
| Засновник: Jean Roeder                                                      |
| Місце заснування: Делфт, Нідерланди                                         |
| Територія впливу: Європа                                                    |
| Напрямок діяльності: Аерокосмічна, інженерна                                |
| Кількість членів: близько 1300                                              |
| Слоган: 'Build the wings of your future'                                    |
| Домашня сторінка: euroavia.eu [Архівовано 11 липня 2012 у Wayback Machine.] |

## Історія
Ще в 1956 році у Ахені група студентів зіткнулася із проблемною ситуацією в аерокосмічній промисловості та космонавтиці у зв'язку з відсутністю співпраці з великими підприємствами. Після довгих дискусій між студентами з Німеччини, Франції та Нідерландів вирішення проблеми було знайдене і прозвучало таке:
 «Тісне співробітництво аерокосмічної галузі та космонавтики різних країн може посприяти утворенню потужної промисловості».
 Тоді й була сформована ідея цієї асоціації: 
«Об'єднання усіх європейських студентів аерокосмічної галузі може допомогти реалізувати цю європейську кооперацію.»

Розпочалося активне листування з професорами аеронавтики Бельгії, Франції та Нідерландів. Вступними були ось такі слова:
«Ресурси, які необхідні для розвитку аерокосмічної промисловості та космонавтики в майбутньому, не можуть бути надані країнами поодинці. Тому дуже важливо вирішувати виникаючі проблеми та завдання разом за допомогою співпраці між цивільними і військовими організаціями в державних, наукових та збройних дослідженнях і в університетах європейських країн».

Хоча професорів попросили інформувати студентів про намір створити європейську асоціацію, на пропозицію відповіли лише з Парижу і Делфт. Саме так було зроблено перший крок, що зруйнував обмеження та відкрив нові можливості у розвитку.

У першій же половині 1958 року в місцевій групі з Ахена зібралося чотирнадцять високомотивованих і активних студентів. Особисті зустрічі почалися з візиту голландських і французьких студентів. Нові ж контакти були здобуті після відвідин Франції, Італії та Нідерландів.

Під час однієї з таких нарад було засновано «тимчасовий комітет». Його метою було організувати установчі збори для заснування запланованої асоціації із назвою EUROAVIA. 22 — 28 вересня 1958 року представники університетів Ахена, Делфта, Парижа та Пізи обговорили цілі та структуру новосформованої організації. Результатом цієї зустрічі був виклик установчих зборів ЄА в Ахені в період із 9 по 17 березня 1959 року.

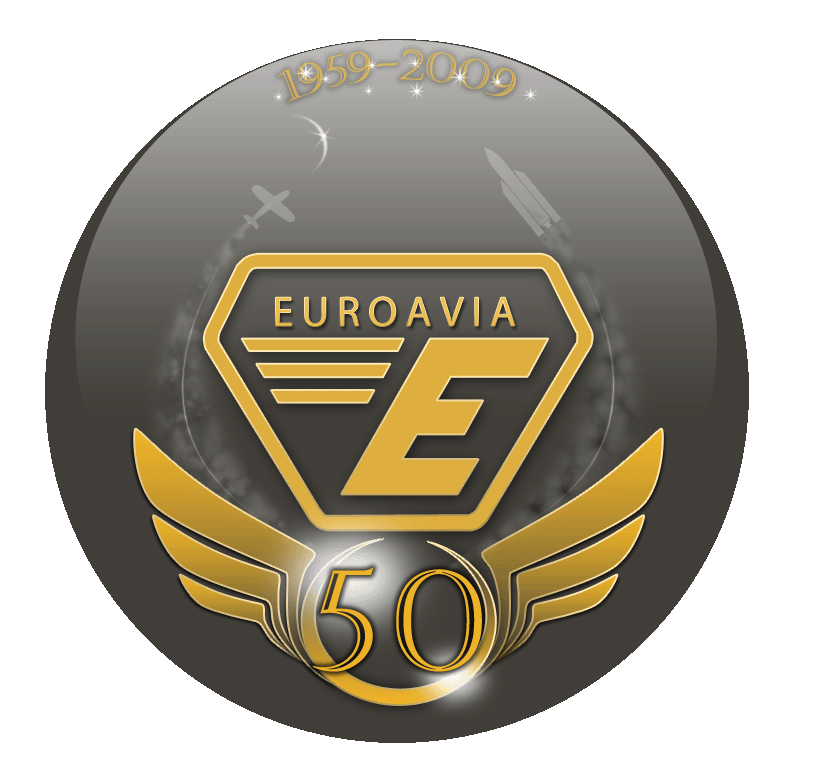
Логотип розроблений у зв'язку із 50-річчям EUROAVIA

Дні між цими двома нарадами були сповнені роботи, труднощів і надій. Нелегко було переконати людей, що їх допомога може сприяти формуванню майбутнього авіаційно-космічної промисловості.
Представники Ахена, Берліна, Брауншвейга, Делфта, ENSA Парижу, ENICA Парижу (фр. École nationale d’ingénieurs des constructions aéronautiques Paris), Мілану, Пізи, Штутгарта і Турину були представлені на установчих зборах. Загалом їх було 30 студентів з 10 університетів 4 країн. Статут був представлений та прийнятий в понеділок 16 березня 1959 року. Таким чином, конституція ЄА офіційно почала діяти з 1 травня 1959 року.
У перший рік міжнародну раду (центральний комітет) ЄА представляла група студентів з Ахена . Першим Президентом ЄА став Жан Редер, мрія якого здійснилася при народженні цієї асоціації. Цілями центрального комітету були встановлення зв'язків між підприємствами і населенням та розпоширення ідей ЄА серед інших європейських країн.

## Структура
Структура ЄА на даний момент має три основні складові:
- Міжнародна рада (англ. The International Board — IB);
- Філіали (англ. Affiliated Societies — AS);
- Робочі групи (англ. Working Groups — WG).

Міжнародна рада (IB) представляє ЄА на європейському рівні. IB призначається під час щорічної Виборчої зустрічі конгресу ЄВРОАВІЯ (англ. Electoral Meeting of the EUROAVIA Congress — EMEAC), яка, зазвичай, проводиться у квітні або травні. Номінантів формує Уповноважена міжнародна рада (англ. Designated International Board — DIB), яка підготовлює бізнес і фінансовий план, перш ніж взяти на себе роботу в Щорічній зустрічі конгресу ЄВРОАВІЯ (англ. Annual Meeting of the EUROAVIA Congress — AMEAC), яка відбувається, як правило, у жовтні. Студенти Місцевих груп (LB) або Філіалів формують ці два з'їзди (EMEAC та AMEAC). 

Кілька Робочих груп (WG) були створені для особливих довгострокових проектів. У них є фінансова автономія і вони можуть приймати рішення самостійно, так як і звітувати конгресу ЄВРОАВІЯ. Деякі з них створені на постійній основі.

## Міжнародна рада (IB)
Міжнародна рада (IB) є головною частиною асоціації. Вона представляє її на Європейському рівні. Вона керує міжнародною діяльністю ЄА, координує Робочі групи, — контролює бюджет і несе відповідальність за всі зовнішні зв'язки асоціації. Міжнародна рада зазвичай складається з 5 членів. На чолі — Президент, який підтримується Секретарем, Скарбником і, як правило, двома Виконавцями (англ. Executive Member). Така ж структура пропонується і на локальному рівні у Філіях. Втім можливі й часткові зміни.

### Філіали (AS)
32 місцеві групи у 16 європейських країнах діють незалежно у своїх університетах.

Місцеві групи існують у Анкарі, Афінах, Ахені, Белграді, Берліні, Брауншвайзі, Бремені, Будапешті, Бухаресті, Гамбурзі, Делфті, Дрездені, Ряшеві, Загребі, Києві, Клуж-Напоці, Ковільї, Лісабоні, Лювені, Мілані, Мюнхені, Неаполі, Палермо, Парижі, Патрі, Пізі, Стамбулі, Севільї, Терасі, Турині, Хельсінкі та Штутгарті. Як кількість так і склад груп сталими вважати не можна у зв'язку і так званою «текучістю» кадрів.

#### Київський Філіал
Київський Філіал EUROAVIA був заснований 1998 року в Київському політехнічному інституті. Причиною цьому, мабуть, було розташоване там конструкторське бюро, яке активно розвивалося. У квітні 1998 року, заручившись підтримкою УМАКО "Сузір'я" [6], EUROAVIA Kyiv взяли участь в конгресі AMEAC 1998 в Мілані та заснували у КПІ Філіал EUROAVIA Kyiv. Тоді ЄВРОАВІЯ Київ зростали великими темпами та вже у вересні 1998 року серед її членів було 40 чоловік. Саме у цей час і був організований перший міжнародний захід Fly-In-'98 — Kyiv. Так розпочалася міжнародна діяльність цієї громадської організації.

У 1999 р. було вирішено організувати другий міжнародний зліт Fly-In-'99 — Kyiv. Українська група студентів неодноразово брала участь у міжнародних заходах, інколи перемагала, але, що найголовніше, долучалася до інтернаціональної співпраці.

Також EUROAVIA Kyiv у 2002 році співпрацювала з Організацією Об'єднаних Націй у сфері всесвітнього партнерства задля розвитку (одна із цілей тисячоліття). У 2003 ця асоціація допомагала факультету авіаційних та космічних систем в організації космічних систем при підтримці та управлінні роботою IV міжнародної конференції з проблем навігації та літакобудування. Іншим аспектом роботи членів асоціації була участь у підтримці іноземних студентів.

Пізніше Київський Філіал EUROAVIA був передислокований у Національний авіаційний університет. Серед студентів, які брали участь у роботі цієї асоціації, збереглися дані про таких: Богдана Монко, Вадима Стасюка, Володимира Хоменко, Христини Дейнеко, Іллі Степаненко, Анастасії Степаненко, Артема Назаренко, Віктора Пальчика, Зінаїди Дідик, Сергія Павлюка, Сергія Ігнатова, Дмитра Бойко, Ігоря Кузнєцова, Ігоря Кравчишина, Олексія Рудого, Максима Кіреєва.

За час перебування ЄВРОАВІЯ в Національному авіаційному університеті Президентами Київського Філіалу були: Анастасія Степаненко (2009—2010 рр.), Ілля Степаненко (2010—2011 рр), Віктор Пальчик (2012—2013 рр.).

З 5-го по 12 травня 2019 року в німецькому місті Аахен проходив ювілейний 60-й Міжнародний конгрес EMEAC Європейської асоціації студентів аерокосмічної галузі EUROAVIA. Участь у конгресі взяла Локальна група студентів EUROAVIA KPI Kyiv від Київського політехнічного інституту ім. Ігоря Сікорського під керівництвом старшого викладача кафедри авіа- та ракетобудування Ганни Володимирівни Сарибоги.

До складу делегації КПІ входили студенти  кафедр авіа- та ракетобудування  та систем керування літальними апаратами Інституту аерокосмічних технологій Євгеній Димарчук, Вікторія Дубова, Ольга Астахова, Владислав Колесник, Дмитро Сокол та Михайло Павленко. Вони були єдиними, хто представляв Україну.

### Міжнародні університети
| Країна     | Вищий навчальний заклад |
| ---------- | --- |
| Бельгія    | Лювенський католицький університет |
| Хорватія   | Загребський університет |
| Фінляндія  | Університет Аалто |
| Франція    | EPF - École d'ingénieurs |
| Німеччина  | Рейнсько-Вестфальский техничний університет Ахена, Берлінський технічний університет, Брауншвайгський технологічний університет, Бременський університет прикладних наук, Дрезденський технічний університет, Гамбурзький технологічний університет, Технічний університет Мюнхена, Штутгартський університет |
| Греція     | Національний технічний університет Афін, Університет Патр |
| Угорщина   | Будапештський університет технології та економіки |
| Іспанія    | Політехнічний університет Каталонії, Університет Севільї, Мадридський політехнічний університет, |
| Італія     | Міланський політехнічний університет, Університет Неаполя, Пізанський університет, Політехнічний університет Турину |
| Нідерланди | Технологічний університет Делфт, Голландський університет прикладних наук |
| Польща     | Технологічний університет Ряшева |
| Португалія | Лісабонський технічний університет, Університет Beira Interior |
| Румунія    | Політехнічний університет Бухаресту, Технічний університет Клуж-Напоки |
| Сербія     | Белградський університет |
| Туреччина  | Стамбульський технічний університет, Близькосхідний технічний університет |
| Україна    | Національний авіаційний університет, Національний технічний університет України «Київський політехнічний інститут» ім.І.Сікорського |

До колишніх Філіалів належать: Лондон, Саутгемптон, Гарлем, Стокгольм, Відень, Хайфа, Варшава і Тулуза.

### Робочі групи (WG)
Для забезпечення функцій у рамках цього великого об'єднання існують Робочі групи ЄВРОАВІЯ. Вони виконують свої обов'язки у визначених сферах діяльності. Наприклад, зараз відомі такі Робочі групи: , Інформаційний бюлетень, Молоді інженери ЄВРОАВІЯ , Об'єднання випускників ЄВРОАВІЯ (EAN) [Архівовано 14 липня 2012 у Wayback Machine.], Відділ зв'язку із громадськістю, Аерошоу, Інформаційні технології та Центральний архів.

#### Новини ЄВРОАВІЯ (EN)
Офіційний щоквартальний журнал асоціації називається '''EUROAVIA NEWS'''. Він публікується постійною Робочою групою розташованою в місті Делфт. В ньому можна знайти доповіді Місцевих груп, новини про останні досягнення науки і техніки у аерокосмічній промисловості взагалі або в ЄА зокрема. Журнал розглядається як цінне джерело обміну як новинами Місцевих груп, так і новинами в технічній галузі. Кожен член ЄА, як правило, регулярно отримує журнал.

#### Інформаційний бюлетень
Видається щомісячно як інструмент внутрішньої комунікації і забезпечує усіх членів поточними внутрішніми питаннями Місцевих та Виконавчих груп і асоціації в цілому. Він розповсюджується в електронному вигляді, а також надає кожному члену ЄА простір для самовираження.

#### Молоді інженери ЄВРОАВІЯ (EYE)
За допомогою EYE (EUROAVIA Young Engineers — EYE ) асоціація постійно збирає інформацію про стажування і освітні можливості і зберігає їх у доступній для відвідувачів вебсторінки базі даних. Крім того, користувачі можуть подавати там свої резюме і компанії будуть в стані вибрати там персонал з вигодою для обох сторін — члени ЄВРОАВІЯ мають сконцентроване джерело вакансій і можливостей в аерокосмічній галузі, а компанії отримують компактні групи освітчених і зацікавлених інженерів, споріднених однією зацікавленістю.

#### Об'єднання випускників ЄВРОАВІЯ (EAN)
Об'єднання випускників ЄВРОАВІЯ (EUROAVIA Alumni Network — EAN) — це мережа, сформована колишніми активними членами ЄА, зв'язується з асоціацією через Робочу групу випускників, яка підтримує контакт з колишніми членами асоціації. В результаті цього колишні члени якось допомагають асоціації та можуть переконатися, що 50–річний досвід створить можливість для подальшого розвитку.

#### Відділ зв'язку із громадськістю (PR)
Завдання Робочих груп з піару або відділу зв'язку із громадськістю — підтримувати корпоративний діалог в асоціації, а також зі спонсорами, університетами та масс-медіа. Робоча група з піару — наймолодша виконавча група в ЄВРОАВІЯ, яка була створена протягом EMEAC 2008 в Ряшеві.

#### Аерошоу
Представники ЄА традиційно присутні на таких важливих повітряних дійствах Європи як Паризьке аерошоу в Ле-Бурже та Міжнародна повітряна і космічна виставка ILA Berlin. Робоча група з питань авіашоу ставить перед собою завдання організування усіх членів ЄА.
У 2009 році ЄА вперше взяла участь в Аеро Фрідріхсхафен у Фрідріхсхафені.

#### Інформаційні технології (IT)
Група мотивованих та досвідчених експертів забезпечує вебсайти асоціації постійно оновленими, коректну роботу електронних комунікацій (форум, електронна пошта). На конгресі AMEAC 2009 в Ахені Робочій групі Інформаційних технологій було доручено ще й Центральний архів асоціації.

##### Центральний архів (CA)
Центральний архів містить усі друковані і електронні документи асоціації. Друковані матеріали зберігаються а Ахені, а цифрова інформація — на сервері в Делфті. Доступність інформації на сервері дає змогу обмінюватися усіма файлами, які важливі для роботи на локальному, міжнародному чи приватному рівні.

### Заходи
Члени асоціації постійно організовують семінари, збори і симпозіуми. Більше того, вони зустрічаються на загальних зборах і щорічних конгресах.

#### Конгреси (EMEAC and AMEAC)
Двічі на рік асоціація організовує внутрішні загальні збори. Вони тривають, звичайно, протягом одного тижня, пропонуючи чотири дні бізнес-зустрічей.

EMEAC (Electoral Meeting of the EUROAVIA Congress) проводиться навесні однією з локальних груп. Окрім поточних питань, на конгресі також обирають Міжнародну раду, яка починає роботу восени. 

AMEAC (Annual Meeting of the EUROAVIA Congress) передає повноваження новій Міжнародній раді та включає голосування і обговорення по питанням роботи організації.

Обидва конгреси надзвичайно важливі для асоціації, і тому слід завчасно знайти Філіал, який би був готовий прийняти гостей для цих заходів при проведенні бізнес-зустрічей та обговорень.

#### Проектна майстерня (DeWo)
При участі у Проектній майстерні (Design Workshop — DeWo) обрана команда асоціації разом з компанією-спонсором та, можливо, університетом організовують трьохтижневий семінар з метою створення попереднього проекту моделі.

За кілька місяців до цієї події, яка, переважно, відбувається влітку, до цього змагання можуть долучитися усі зацікавлені студенти — неважливо, чи вони є членами асоціації, чи ні.
На цей конкурс готується короткий опис проекту, який потім оцінюється журі — це професори університетів і фахівці з компаній.

Після цього випробування учасників із успішними проектами запрошують узяти участь у Майстерні і при супроводі найкращих лекторів готують до виконання попередньо вказаного завдання. Вкінці використовуються найуспішніші проекти.

Зазвичай, ці події організовуються окремою Робочою групою асоціації, яка не лише проводить заплановану програму, але й покриває учасникам усі матеріальні витрати, окрім як на подорож.
- 1991 — Німецька авіабудівельна компанія Dornier
- 1992 — ESA/ESTEC
- 1994 — Aerospatiale
- 1995 — ESA/ESTEC
- 1997 — Rolls-Royce
- 1999 — British Aerospace
- 2001 — Carlo Gavazzi Aerospace
- 2004 — British Aerospace
- 2005 — AgustaWestland
- 2006 — ESA
- 2007 — Rolls-Royce

#### Формувальний семінар (FoWo)
Формувальний семінар (Formation Workshop — FoWo) є внутрішнім тренуванням з метою підвищення якості діяльності членів організації. Розглядаються як питання організації міжнародних зістрічей і справ Місцевих груп, так і питання заохочення членів асоціації. Формувальний семінар є доказом того, що ЄА є цілісною організацією з традиціями від 1959 і до сьогодні.

#### Зльоти (Fly-In)
Збори близько 30-ти учасників асоціації з однієї Місцевої групи називають Зльотами. Вони відбуваються кілька разів на рік і тривають протягом одного тижня. Відповідальний Філіал (Affiliated Society (AS)) використовує таку подію для показу учасникам, що може запропонувати їх місто та які місця в околицях краще відвідати. На додачу до галузевих походів пріоритетними завданнями також є культурний взаємообмін та побудова злагодженої команди.

#### Авіатранспортне змагання
Авіатранспортне змагання (Air Cargo Challenge) — європейський конкурс португальського походження, яке має на меті заохочувати студентів і спеціалістів в аерокосмічній галузі до інженерної та наукової діяльності.

Аби взяти участь в конкурсі, команда від 3 до 6 чоловік, пілот і науковий керівник мають розробити проект, документацію, збудувати і випробувати радіокерований літак з максимальною вантажопідйомністю. 

Air Cargo Challenge пропонує студентам з вищою освітою унікальну можливість розробити наукоємний і конкурентноздатний проект від початку до кінця, уписуючись у рамки часу, випробувати їхні знання, які потім знадобляться у кар'єрі: і технічні, і професійно-ділові, і фінансові.

#### Симпозіум
На відміну від Зльоту (Fly-In), Симпозіум, який також триває один тиждень, містить приблизно 30 учасників і фокусується на більш технічних аспектах. Надаються тематичні лекції та семінари, які допомагають студентам збільшувати свій досвід. В розпорядок дня включають також культурну програму та відвідини галузевих підприємств та заходів.

#### Культурний обмін (CE)
Культурний обмін (Cultural Exchange — CE) полягає у взаємних візитах між членами місцевих груп (10-20 чоловік). Програма фокусується, звичайно, на культурних подіях і триває не більше, ніж 4 дні.

## Партнери
В рамках IFISO [http://www.egea.eu/upload/member/2204/IFISO_SM_2012_minutes_yagmur_30.05.2012.pdf%5Bнедоступне+посилання+з+червня+2019%5D][недоступне посилання з жовтня 2019] ЄА співпрацює з іншими студентськими організаціями в різних сферах менеджменту і розвитку студентських асоціацій. Так на зустрічі навесні у 2012 році EUROAVIA була представлена Президентом Міжнародної Ради Максиміліаном Мартіном.

Серед спонсорів є такі гучні імена компаній, як:
- Rolls-Royce
- ESA
- DLR
- BDLI
- International Space University
- CEAS